# 26e cérémonie des Golden Globes
La 26e cérémonie des Golden Globes a eu lieu le 24 février 1969, récompensant les films et séries diffusés en 1968 et les professionnels s'étant distingués cette année-là.

## Palmarès
Les lauréats sont indiqués ci-dessous en premier de chaque catégorie et en caractères gras.

### Cinéma

#### Meilleur film dramatique
- Le Lion en hiver (The Lion In Winter)
  - Le cœur est un chasseur solitaire (The Heart Is a Lonely Hunter)
  - L'Homme de Kiev (The Fixer)
  - Charly (Flowers for Algernon)
  - Les Souliers de saint Pierre (The Shoes Of The Fisherman)

#### Meilleur film musical ou comédie
- Funny Girl
  - Oliver !
  - Les Tiens, les Miens, le Nôtre (Yours, Mine and Ours)
  - Drôle de couple (The Odd Couple)
  - La Vallée du bonheur (Finian's Rainbow)

#### Meilleur réalisateur
- Paul Newman pour Rachel, Rachel
  - Anthony Harvey pour Le Lion en hiver (The Lion In Winter)
  - Carol Reed pour Oliver !
  - William Wyler pour Funny Girl
  - Franco Zeffirelli pour Roméo et Juliette (Romeo and Juliet)

#### Meilleur acteur dans un film dramatique
- Peter O'Toole pour le rôle d'Henri II dans Le Lion en hiver (The Lion In Winter)
  - Tony Curtis pour le rôle d'Albert DeSalvo dans L'Étrangleur de Boston (The Boston Strangler)
  - Cliff Robertson pour le rôle de Charly Gordon dans Charly (Flowers for Algernon)
  - Alan Arkin pour le rôle de John Singer dans Le cœur est un chasseur solitaire (The Heart is a Lonely Hunter)
  - Alan Bates pour le rôle de Yakov Bok dans L'Homme de Kiev (The Fixer)

#### Meilleure actrice dans un film dramatique
- Ida Kaminska pour le rôle de Rozalia Lautmannová dans Le Miroir aux alouettes (Obchod na korze)
  - Virginia McKenna pour le rôle de Joy Adamson dans Vivre libre (Born Free)
  - Elizabeth Taylor pour le rôle de Martha dans Qui a peur de Virginia Woolf ? (Who's Afraid of Virginia Woolf?)
  - Natalie Wood pour le rôle d'Alva Starr dans Propriété interdite (This Property Is Condemned)

#### Meilleur acteur dans un film musical ou une comédie
- Ron Moody pour le rôle de Fagin dans Oliver !
  - Walter Matthau pour le rôle d'Oscar Madison dans Drôle de couple (The Odd Couple)
  - Fred Astaire pour le rôle de Finian McLonergan dans La Vallée du bonheur (Finian's Rainbow)
  - Jack Lemmon pour le rôle de Felix Ungar dans Drôle de couple (The Odd Couple)
  - Zero Mostel pour le rôle de Max Bialystock dans Les Producteurs (The Producers)

#### Meilleure actrice dans un film musical ou une comédie
La récompense avait déjà été décernée.
- Barbra Streisand pour le rôle de Fanny Brice dans Funny Girl
  - Gina Lollobrigida pour le rôle de Carla Campbell dans Buona sera Madame Campbell (Buona Sera, Mrs. Campbell)
  - Petula Clark pour le rôle de Sharon Mc Lonergan dans La Vallée du bonheur (Finian's Rainbow)
  - Julie Andrews pour le rôle de Gertrude Lawrence dans Star!
  - Lucille Ball pour le rôle d'Helen North Beardsley dans Les Tiens, les Miens, le Nôtre (Yours, Mine and Ours)

#### Meilleur acteur dans un second rôle
- Daniel Massey pour le rôle de Noël Coward dans Star!
  - Beau Bridges pour le rôle de Tim Austin dans For Love of Ivy
  - Martin Sheen pour le rôle de Timmy Cleary dans Trois Étrangers (The Subject Was Roses'')
  - Hugh Griffith pour le rôle de Lebedev dans L'Homme de Kiev (The Fixer)
  - Hugh Griffith pour le rôle de Magistrate dans Oliver !
  - Ossie Davis pour le rôle de Joseph Lee dans Les Chasseurs de scalps (The Scalphunters)

#### Meilleure actrice dans un second rôle
- Ruth Gordon pour le rôle de Minnie Castevet dans Rosemary's Baby
  - Barbara Hancock pour le rôle de Susan Mahonney dans La Vallée du bonheur (Finian's Rainbow)
  - Jane Merrow pour le rôle d'Alix dans Le Lion en hiver (The Lion In Winter)
  - Abbey Lincoln pour le rôle d'Ivy Moore dans For Love of Ivy
  - Sondra Locke pour le rôle de Mick dans Le cœur est un chasseur solitaire (The Heart is a Lonely Hunter)

#### Meilleur scénario
- Charly – Stirling Silliphant
  - L'Homme de Kiev (The Fixer) – Dalton Trumbo
  - Le Lion en hiver (The Lion In Winter) – James Goldman
  - Rosemary's Baby – Roman Polanski
  - Les Producteurs (The Producers) – Mel Brooks

#### Meilleure chanson originale
- "Buona Sera, Mrs. Campbell" interprétée par Jimmy Roselli – Buona sera Madame Campbell (Buona Sera, Mrs. Campbell)
  - "Chitty Chitty Bang Bang" interprétée par Dick Van Dyke, Heather Ripley, Adrian Hall et Sally Ann Howes – Chitty Chitty Bang Bang
  - "Funny Girl" interprétée par Barbra Streisand – Funny Girl
  - "Star!" interprétée par Julie Andrews – Star!
  - "The Windmills Of Your Mind" interprétée par Noel Harrison – L'Affaire Thomas Crown (The Thomas Crown Affair)

#### Meilleure musique de film
- Les Souliers de saint Pierre (The Shoes Of The Fisherman) – Alex North
  - L'Affaire Thomas Crown (The Thomas Crown Affair) – Michel Legrand
  - Roméo et Juliette (Romeo and Juliet) – Nino Rota
  - Rosemary's Baby – Krzysztof Komeda
  - Chitty Chitty Bang Bang – Richard M. Sherman, Robert B. Sherman

#### Meilleur film étranger en langue anglaise
La récompense avait déjà été décernée.
- Roméo et Juliette (Romeo and Juliet) •  Royaume-Uni /  Italie
  - Benjamin ou les Mémoires d'un puceau •  France
  - Pas de larmes pour Joy (Poor Cow) •  Royaume-Uni
  - Buona sera Madame Campbell (Buona Sera, Mrs. Campbell) •  Royaume-Uni
  - Joanna •  Royaume-Uni

#### Meilleur film étranger
La récompense avait déjà été décernée.
- Guerre et Paix (Война и мир) •  Union soviétique
  - La mariée était en noir •  France
  - Baisers volés •  France
  - La Honte (Skammen) •  Suède
  - J'ai même rencontré des tziganes heureux (Skupljači perja) •  Yougoslavie

#### Golden Globe de la révélation masculine de l'année
La récompense avait déjà été décernée.
- Leonard Whiting pour le rôle de Roméo dans Roméo et Juliette (Romeo and Juliet)
  - Jack Wild pour le rôle de The Artful Dodger dans Oliver!
  - Alan Alda pour le rôle de George Plimpton dans Paper Lion
  - Daniel Massey pour le rôle de Noel Coward dans Star!
  - Michael Sarrazin pour le rôle de Denny McGuire dans Fureur à la plage (The Sweet Ride)

#### Golden Globe de la révélation féminine de l'année
La récompense avait déjà été décernée.
- Olivia Hussey pour le rôle de Juliette dans Roméo et Juliette (Romeo and Juliet)
  - Ewa Aulin pour le rôle de Candy Christian dans Candy
  - Barbara Hancock pour le rôle de Susan Mahonney dans La Vallée du bonheur (Finian's Rainbow)
  - Sondra Locke pour le rôle de Mick dans Le cœur est un chasseur solitaire (The Heart is a Lonely Hunter)
  - Leigh Taylor-Young pour le rôle de Nancy dans Le Baiser papillon (I Love You, Alice B. Toklas)
  - Jacqueline Bisset pour le rôle de Vickie Cartwright dans Fureur à la plage (The Sweet Ride)

### Télévision
Note : le symbole « ♕ » rappelle le gagnant de l'année précédente (si nomination).

#### Meilleure série télévisée
La récompense avait déjà été décernée.
- Rowan & Martin's Laugh-In
  - The Carol Burnett Show
  - Doris comédie (The Doris Day Show)
  - Julia
  - Les Règles du jeu (The Name Of The Game)

#### Meilleur acteur dans une série télévisée
La récompense avait déjà été décernée.
- Carl Betz pour le rôle de Clinton Judd dans Judd for the Defense
  - Peter Graves pour le rôle de James « Jim » Phelps dans Mission impossible (Mission: Impossible)
  - Raymond Burr pour le rôle de Robert T. Dacier dans L'Homme de fer (Ironside)
  - Efrem Zimbalist Jr. pour le rôle de Lewis Erskine dans Sur la piste du crime (The F.B.I.)
  - Dean Martin pour son propre rôle dans The Dean Martin Show (en)

#### Meilleure actrice dans une série télévisée
La récompense avait déjà été décernée.
- Diahann Carroll pour le rôle de Julia Baker dans Julia
  - Doris Day pour le rôle de Doris Martin dans Doris comédie (The Doris Day Show)
  - Hope Lange pour le rôle de Carolyn Muir dans Madame et son fantôme (The Ghost and Mrs. Muir)
  - Elizabeth Montgomery pour le rôle de Samantha Stephens / Serena dans Ma sorcière bien-aimée (Bewitched)
  - Nancy Sinatra pour son propre rôle dans The Nancy Sinatra Show

### Spéciales

#### Cecil B. DeMille Award
- Gregory Peck

#### Miss Golden Globe
Non décernée

#### Henrietta Award
Récompensant un acteur et une actrice.
La récompense avait déjà été décernée.
- Julie Andrews
- Richard Burton
- Sean Connery
- Sophia Loren
- Sidney Poitier
- Elizabeth Taylor